# Catatumbofloden
Río Catatumbo är en flod i Sydamerika. Den rinner upp i Perijábergen i Colombia och mynnar i Maracaibosjön i Venezuela. I flodens dalgång finns fuktig tropisk skog med hög biodiversitet i floran.